# 금동초등학교
금동초등학교는 대한민국 경상남도 김해시 상동면 대감리에 있는 공립 초등학교이다.

## 학교 연혁
- 1932년 8월 2일 금동공립보통학교(4년제) 개교
- 1938년 4월 1일 금동공립심상소학교로 개칭[1]
- 1939년 3월 20일 6년제 인가
- 1941년 4월 1일 금동공립국민학교로 개칭[2]
- 1947년 9월 10일 용산국민학교 분리
- 1950년 4월 1일 금동국민학교로 개칭[3]
- 1981년 3월 3일 병설유치원 인가
- 1996년 3월 1일 현재 교명으로 개칭[4]
- 2013년 10월 27일 금동체육관 개관식
- 2014년 9월 1일 제30대 이향점 교장 취임
- 2016년 2월 17일 제81회 졸업(졸업생 총계 4,226명)
- 2017년 2월 16일 제82회 졸업(졸업생 총계 4,235명)

## 참고 자료
- 금동초등학교 - 한국교육학술정보원 학교알리미